# Kristīne Nevarauska
Kristīne Nevarauska (Bauska, RSS de Letònia, 3 de març de 1981) és una actriu de cinema, teatre i televisió letona. En el món del teatre, entre 2001 i 2005 treballà al Teatre Dramàtic de Valmiera i a partir d'aleshores al Teatre Dailes. També ha participat en diverses pel·lícules.
L'any 2003, va rebre el Premi Nacional Letó Lielais Kristaps pel seu paper d'actriu a Sauja ložu. L'any 2004 va rebre el Shooting Stars Award, que anualment es nomina a deu joves actors i actrius europeus al Festival Internacional de Cinema de Berlín.

## Filmografia
| Any  | Pel·lícula                   | Paper | Data d'estrena      | Notes                      |
| ---- | ---------------------------- | ----- | ------------------- | -------------------------- |
| 2001 | Pa ceļam aizejot             | Viva  | 2001                |                            |
| 2002 | Sauja ložu                   | Liene | 2002                |                            |
| 2005 | Man patīk, ka meitene skumst |       | 2005                |                            |
| 2007 | Neprāta cena                 | Līga  | 2007                | sèrie de TV (298 episodis) |
| 2007 | Jāņu nakts                   | Cilda | 10 de febrer 2007   |                            |
| 2009 | Ugunsgrēks                   | Līga  | 2009                | sèrie de TV                |
| 2010 | Amaya                        | Lori  | 16 de setembre 2010 |                            |